# Универсальная фонологическая классификация Хомского — Халле
Универсальная фонологическая классификация Хомского-Халле — классификация сегментов речи по дистинктивным признакам, имеющим артикуляционный характер. Была предложена американскими лингвистами Ноамом Хомским и Морисом Халле в 1968 году в их общей книге «Звуковая модель английского языка».

## Основные положения теории
Согласно Хомскому и Халле на фонетическом уровне всякий признак выступает в трёх формах: артикуляционной, акустической и перцептивной, в принципе возможно тройное описание инвентаря признаков в терминах этих уровней. Тем не менее, рассматривается лишь артикуляционный тип признаков. Все признаки на фонетическом уровне являются, как впрочем и в теории Якобсона, Халле, Фанта, бинарными. Имеется значительное количество нововведений, заметно отличающих эту систему от традиционных артикуляционных признаковых систем. Эти нововведения связаны главным образом с новыми представлениями о процессе речеобразования и с расширением типологических фонетических знаний. Авторами также предполагается системная организация инвентаря признаков: признаки объединены в группы, между которыми существует иерархия, выражаемая порядком изложения.
Механизм речепроизводства, который положен в основу интерпретации ряда признаков, выглядит следующим образом. Движение артикуляторов развертывается на фоне их исходного состояния (нейтральная позиция), принимаемого говорящим непосредственно перед актом речи. Нейтральная позиция, в отличие от позиции спокойного дыхания, характеризуется поднятием мягкого нёба (это приводит к закрытию носового прохода), продвижение тела языка вперед, сведением голосовых связок и созданием внутрилегочного давления, превышающего наружное атмосферное (речь произносится на выдохе).
При отсутствии существенного сужения в речевом тракте воздушное давление в нём равно атмосферному, и воздушный поток, обусловленный разницей давления под и над голосовыми связками, вызывает их автоматические колебания без специальной перестройки из нейтральной позиции. При наличии существенного сужения спонтанное озвончение невозможно, так как давление над связками увеличивается из-за задержки воздуха в голосовом тракте, и разница давлений становится недостаточной для возникновения автоматических колебаний связок при их нейтральном положении.

## Признаки основных видов гласных
Поведение речевого тракта в речи можно представить как чередование замыканий и размыканий. Во время фазы замыкания поток воздуха из лёгких задерживается частично или полностью и давление в тракте увеличивается, во время фазы размыкания воздух проходит свободно. Общая схема замыкания-размыкания имеет три различных аспекта, характеризуемых отдельными признаками; эти признаки задают разбиение звуков на основные классы.

### Сонорный-несонорный
Сонорные звуки характеризуются отсутствием существенного сужения в голосовом тракте, что приводит к их спонтанному озвончению(если сохранено нейтральное положение связок).Шумные звуки, напротив, производятся с существенным сужением прохода воздуха, что делает невозможным их спонтанное озвончение. Критическую степень сужения, при которой ещё возможно такое озвончение, имеют глайды j и w. Таким образом, к сонорным относятся гласные, плавные, глайды и носовые согласные.

### Вокальный-невокальный
Сужение воздушного прохода в ротовой полости при производстве гласных i и u принимаются за предельное для вокальных звуков, вторым условием является нейтральное положение голосовых связок, позволяющее спонтанное озвончение. Таким образом, к вокальным относятся звонкие гласные и плавные. К невокальным относятся звуки, не удовлетворяющие одному или обоим указанным условиям: глайды, носовые и шумные согласные.

### Консонантный-неконсонатный
Консонантные звуки производятся с существенным препятствием в области осевой линии речевого тракта. такое препятствие может, однако, сочетаться с достаточным для спонтанного озвончения воздушным проходом (звуки r и i). К консонантным, таким образом, относятся носовые и шумные согласные, а также плавные.

## Полостныепризнаки
Под этим названием объединены признаки, характеризующие конфигурацию голосового тракта, то естьпризнаки, определяющие пространственную локализацию речевых органов и их форму, а тем самым-образуемые при произнесении звуков резоноторные полости голосового тракта.

### Признаки главных зон сужения
Эти признаки разбивают голосовой тракт на зоны действия трёх главных артикуляторов: губ, передней части языка и тела языка. В переднеязычной зоне выделяется палато-альвеолярная подзона.

#### Переднеязычный-непереднеязычный
При произнесении переднеязычных звуков -зубных, альвеолярных и палато-альвеолярных(шипящих)-передняя часть языка поднята из нейтрального положения в направлении соответствующих артикуляционных областей. При произнесении непереднеязычных -губных-передняя часть языка остается в нейтральном положении.

#### Передний-непередний
При произнесении передних звуков преграда локализована впереди палато-альвеолярной области рта-это губные, зубные и альвеолярные. К непередним, таким образом, относятся все гласные, а также палато-альвеолярные,палатальные,велярные,увулярные и фарингальные согласные.

### Признаки, относящиеся к телу языка
У Хомского и Халле едиными признаками характеризуются положение тела языка для гласных и согласных, находя существенный параллелизм в артикуляции передних гласных и палатальных согласных, с одной стороны, задних гласных и велярных согласных, -с другой. Эти признаки характеризуют смещение тела языка из нейтральной позиции.

### Признаки, относящиеся к губам

#### Огубленный-неогубленный
Огубленный признак наблюдается при произнесении гласных (о), (у). Остальные гласные в русском языке произносятся при неогубленном признаке. Например: сухой, солнце -огубленные; сахар, сервант — неогубленные.